# Indywidualne Mistrzostwa Wielkiej Brytanii na Żużlu 2014
Indywidualne mistrzostwa Wielkiej Brytanii na żużlu – cykl turniejów żużlowych mających wyłonić najlepszych żużlowców brytyjskich w sezonie 2014. W finale zwyciężył Tai Woffinden.

## Finał
- Wolverhampton, 16 czerwca 2014

| Msc. | Zawodnik        | Klub          | Pkt     |             |  |
| ---- | --------------- | ------------- | ------- | ----------- |  |
| 1    | Tai Woffinden   | Wolverhampton | 12 +3+3 | (3,1,3,2,3) |  |
| 2    | Craig Cook      | Belle Vue     | 13 + 2  | (3,3,2,3,2) |  |
| 3    | Ben Barker      | Birmingham    | 13 + 1  | (3,2,2,3,3) |  |
| 4    | Chris Harris    | Coventry      | 9 +2+0  | (1,2,3,2,1) |  |
| 5    | Jason Garrity   | Coventry      | 9 +1    | (0,2,1,3,3) |  |
| 6    | Scott Nicholls  | Belle Vue     | 12 +w   | (2,3,1,3,3) |  |
| 7    | Simon Stead     | Leicester     | 9       | (2,1,3,1,2) |  |
| 8    | Daniel King     | Birmingham    | 7       | (w,0,3,2,2) |  |
| 9    | Charles Wright  | Somerset      | 7       | (1,3,0,2,1) |  |
| 10   | Richie Worrall  | Belle Vue     | 7       | (2,3,1,1,0) |  |
| 11   | Richard Lawson  | Lakeside      | 6       | (2,0,2,0,2) |  |
| 12   | Lewis Bridger   | Lakeside      | 5       | (3,2,0,0,0) |  |
| 13   | Lewis Blackbird | Eastbourne    | 4       | (0,1,2,1,0) |  |
| 14   | Edward Kennett  | Rye House     | 3       | (1,1,d,1,0) |  |
| 15   | Leigh Lanham    | Sheffield     | 2       | (1,0,0,0,1) |  |
| 16   | Steve Boxall    | Rye House     | 2       | (0,0,1,w,1) |  |
|      | rez. Tom Perry  |               |         |             |  |
|      | rez. Max Clegg  |               |         |             |  |

## Bieg po biegu
1. Barker, Worrall, Lanham, Garrity
2. Woffinden, Stead, Wright, King (w/u)
3. Bridger, Lawson, Harris, Blackbird
4. Cook, Nicholls, Kennett, Boxall
5. Wright, Bridger, Kennett, Lanham
6. Nicholls, Garrity, Blackbird, King
7. Cook, Barker, Stead, Lawson
8. Worrall, Harris, Woffinden, Boxall
9. King, Lawson, Boxall, Lanham
10. Harris, Cook, Garrity, Wright
11. Woffinden, Barker, Nicholls, Bridger
12. Stead, Blackbird, Worrall, Kennett (d4)
13. Nicholls, Harris, Stead, Lanham
14. Garrity, Woffinden, Kennett, Lawson
15. Barker, Wright, Blackbird, Boxall (w/su)
16. Cook, King, Worrall, Bridger
17. Woffinden, Cook, Lanham, Blackbird
18. Garrity, Stead, Boxall, Bridger
19. Barker, King, Harris, Kennett
20. Nicholls, Lawson, Wright, Worrall
21. Baraż o dwa miejsca w finale: Woffinden, Harris, Garrity, Nicholls (w/su)
22. Finał: Woffinden, Cook, Barker, Harris